# Konzervacija restauracija slike Ecce Homo (García Martínez i Giménez, Borja)
Konzervacija restauracija slike Ecce Homo (García Martínez i Giménez, Borja) slučaj je slike Ecce Homo naslikane u crkvi u mjestu Borja kod Zaragoze u Španjolskoj.Sliku je 1930. naslikao španjolski slikar Elías García Martínez,te predstavlja Isusa okrunjenog trnovom krunom,Stilski se slika uklapa u tradicionalnu katoličku umjetnost .
Iako se svi slažu da se u umjetničkom smislu radi o djelu osrednje vrijednosti, njena slava posljedica je neuspjelog,amaterskog pokušaja restauracije iste od strane Cecilie Giménez, neuke stare slikarice amaterke, godine 2012. Nakon njenog uvjetno rečeno zahvata slika je više podsjećala na majmuna,zbog čega je iskovan i novi naziv slike -  Ecce Mono (Evo majmuna).